# Washougal
Washougal – miasto w Stanach Zjednoczonych, w stanie Waszyngton, w hrabstwie Clark.